# 迪倫·安斯沃思
迪倫·安斯沃思（Dylan Unsworth，1992年9月23日—），為南非棒球選手，曾效力於中華職棒富邦悍將，守備位置為投手。

## 經歷
- 美國職棒西雅圖水手（小聯盟，2010年－2017年）
- 亞利桑那秋季聯盟Peoria Javelinas（2016年）
- 委內瑞拉聯盟Leones del Caracas（2017年－2018年）
- 美國職棒洛杉磯天使（小聯盟，2018年）
- 澳洲棒球聯盟Perth Heat（2019年－2020年）
- 墨西哥聯盟El Aguila de Veracruz（2021年－2022年）
- 中華職棒富邦悍將（2021年）
- 澳洲棒球聯盟Adelaide Giants（2022年－2023年）
- 委內瑞拉聯盟Bravos de Margarita（2023年－2024年）
- 委內瑞拉夏季聯賽（LMBP）Lideres de Miranda（2024年）

## 職棒生涯成績
| 年度 | 球隊     | 出賽 | 先發 | 勝投 | 敗投 | 中繼 | 救援 | 完投 | 完封 | 三振 | 四死 | 責失 | 投球局數 | 自責分率 | 被上壘率 |
| ---- | -------- | ---- | ---- | ---- | ---- | ---- | ---- | ---- | ---- | ---- | ---- | ---- | -------- | -------- | -------- |
| 2021 | 富邦悍將 | 3    | 3    | 1    | 0    | 0    | 0    | 0    | 0    | 7    | 3    | 3    | 11.1     | 2.38     | 1.15     |
| 合計 | 1年      | 3    | 3    | 1    | 0    | 0    | 0    | 0    | 0    | 7    | 3    | 3    | 11.1     | 2.38     | 1.15     |

## 特殊事蹟
- 為中華職棒首位出生於南非的球員。

## 外部連結
- 迪倫·安斯沃思在台灣棒球維基館上的頁面（繁體中文）}
- 迪倫·安斯沃思在美國職棒（英语）
- 迪倫·安斯沃思在中華職棒
- 迪倫·安斯沃思在Baseball-Reference.com（小聯盟以及海外聯盟）（英语）
- 迪倫·安斯沃思在ESPN（MLB）（英语）
- 迪倫·安斯沃思在FanGraphs.com（英语）
- 迪倫·安斯沃思在The Baseball Cube（英语）